# Курник (город)
Курник (пол. Kórnik) — город в Польше, входит в Великопольское воеводство, Познанский повет, гмину Курник. Занимает площадь 6,08 км². Население 6807 человек (2006).

## Достопримечательности
- Курницкий замок
- Дендрарий (Курник)

## Города-побратимы
- Украина: Умань

## Фотографии

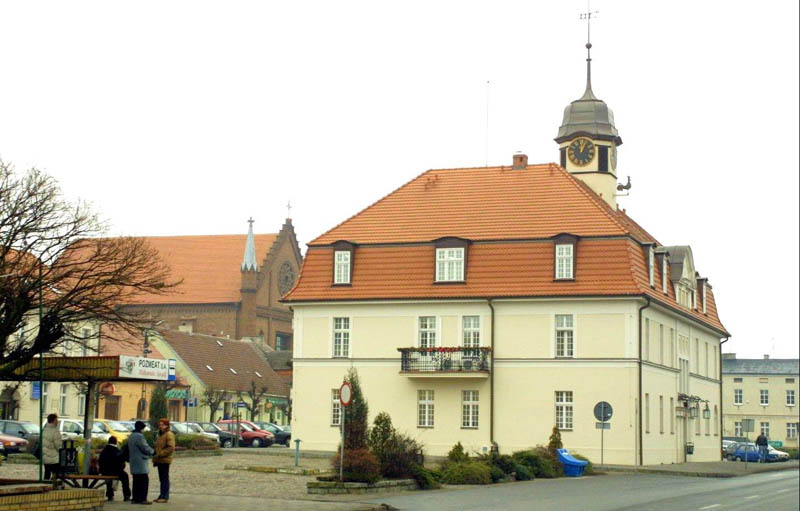
Ратуша
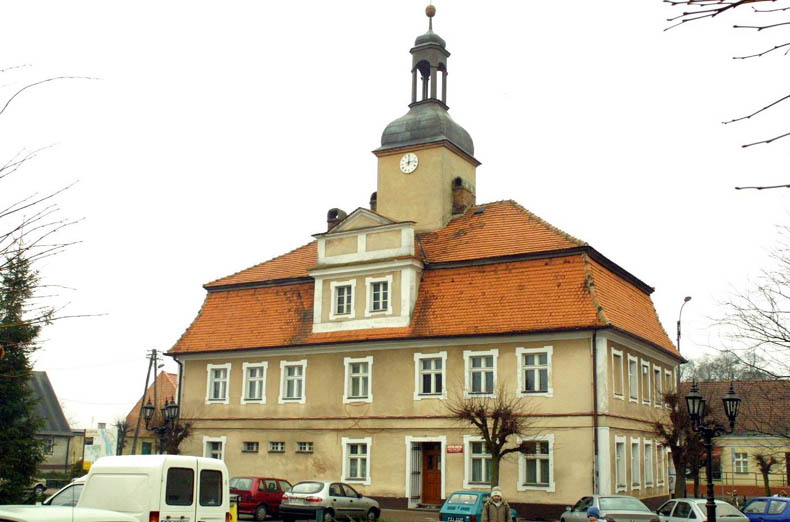
Ратуша
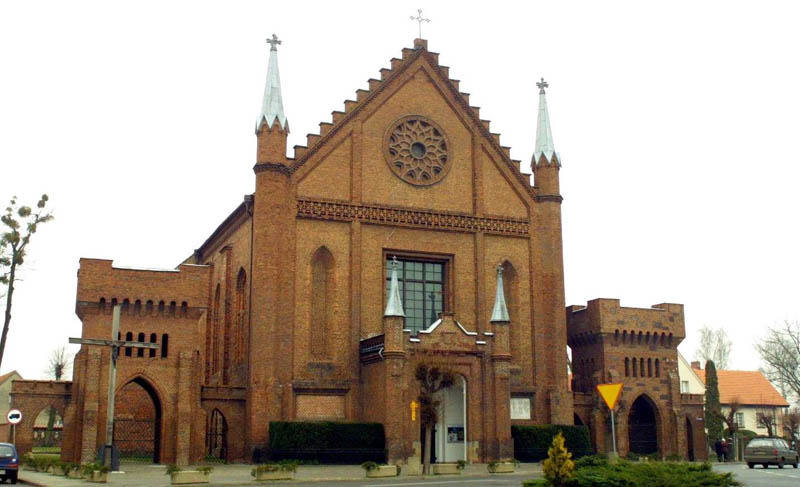
Костёл